# Vesicularia surinamensis
Vesicularia surinamensis là một loài Rêu trong họ Hypnaceae. Loài này được (Dozy & Molk.) Broth. miêu tả khoa học đầu tiên năm 1908.